# Jessie Robins
Pour les articles homonymes, voir Robins.
Jessie Robins (née le 5 juin 1905 à Londres et morte le 10 août 1991  dans la même ville) est une actrice anglaise, dont la carrière couvre les années 1958 à 1969.

## Biographie
Jessie Robins est connue pour son rôle de madame Starkey, la tante de Ringo Starr, dans le téléfilm de Bernard Knowles avec les Beatles Magical Mystery Tour (1967).

## Filmographie

### Actrice

#### Cinéma
- 1959 : Breakout (en) : Femme dans le café (non créditée)
- 1959 : Le Mouchard : Femme dans le café (non créditée)
- 1961 : The Kitchen : Bertha
- 1963 : Billy le menteur : femme à l’hôpital (non créditée)
- 1963 : What a Crazy World : Femme forte
- 1967 : Le Bal des vampires de Roman Polanski : Rebecca Shagal
- 1967 : Sept fois femme de Vittorio De Sica : Marianne, Femme de ménage d'Edith (segment "Super Simone")
- 1968 : Chitty Chitty Bang Bang : Pastry Cook (non créditée)
- 1968 : Up the Junction : Lil
- 1969 : The Best House in London : Machiniste (non créditée)
- 1970 : Doctor in Trouble : Passagère derrière Llewellyn Wendover (non créditée)
- 1974 : Contre une poignée de diamants : Passagère du bus derrière Tarrant (non créditée)

#### Télévision

##### Séries télévisées
- 1958 : The Benny Hill Show : Rôles divers
- 1961 : The Pursuers : Mama Samantha Rock
- 1961 : The Younger Generation : Elsie
- 1961 : Three Live Wires : Mrs. Berry
- 1961-1967 : Armchair Theatre : Ma / Edna Jacobs / Mrs. Cohen
- 1962 : The Rag Trade
- 1963 : BBC Sunday-Night Play : Voisine de Potapovna
- 1963 : Ce sentimental M. Varela : femme dans l'avion
- 1963 : Le Saint : Maria Calvetti / Hotelier
- 1963 : Story Box : Mrs. Jacobs
- 1963-1964 : First Night : Mrs. Katz
- 1964 : The Four Seasons of Rosie Carr : Mrs. Golden
- 1965 : Barney Is My Darling
- 1965 : Londoners : Mrs. Guggenheimer
- 1965 : The Likely Lads : Chanteuse
- 1965 : The Wednesday Play : Fat Lil
- 1966 : Pardon the Expression : Fat Woman
- 1967 : Suddenly It's ...
- 1968 : Comedy Playhouse : Blossom
- 1968 : Dixon of Dock Green : Beatrice
- 1968 : Mum's Boys
- 1969 : Coronation Street : Mrs. Dobbs
- 1969 : Wild, Wild Women : Blossom
- 1970 : Daniel Deronda : Mrs. Cohen
- 1971 : From a Bird's Eye View : Rosa / Mama
- 1973 : Jack the Ripper

##### Téléfilms
- 1967 : Magical Mystery Tour de Bernard Knowles : Tante de Ringo (en tant que Jessie Robbins)

### Parolière

#### Séries télévisées
- 1995 : The Beatles Anthology